# Bugonarew
Bugonarew (lub Bugo-Narew) – dawna nazwa cieku uchodzącego z Jeziora Zegrzyńskiego i łączącego ten zalew z Wisłą. Nazwa ta została ostatecznie zniesiona w 1963 roku zarządzeniem Prezesa Rady Ministrów. Obecnie nazwą właściwą jest Narew, a Bug został uznany za lewy dopływ Narwi. Używane były także nazwy: Narwio-Bug (Narwiobug) i Narwo-Bug (Narwobug).